# Zamczysko (Dolina Sanki)
Zamczysko lub Góra Zamkowa – wzgórze o wysokości około 320 m w lewych zboczach Doliny Sanki na Garbie Tenczyńskim na Wyżynie Krakowsko-Częstochowskiej.  Znajduje się w przysiółku Baczyn należącym do Mnikowa  w województwie małopolskim, w powiecie krakowskim, w gminie Liszki. 
Ma kilka mało wybitnych wierzchołków. Stoki zachodnie i południowe opadają do koryta rzeki Sanka, wschodnie do wąwozu wcinającego się w zbocza Doliny Sanki, również w północne wcina się wąwóz. Wszystkie zbocza są strome, a w południowych znajduje się wapienne urwisko. Wzgórze ma charakter obronny. Całkowicie porasta go las, ale dawniej na jego południowym wierzchołku nad wapiennym urwiskiem znajdowało się wczesnośredniowieczne grodzisko.
W roku 1964 na polach uprawnych pod Zamczyskiem odkryto cmentarzysko kultury łużyckiej. W dniach 24 sierpnia–19 września 1964 roku i 2 sierpnia–7 września 1965 roku prowadzono w tym miejscu prace archeologiczne, co przyczyniło się do odnalezienia 125 grobów o zróżnicowanym obrządku grzebalnym. W czasie prac archeologicznych znaleziono również wiele przedmiotów ówczesnego użytku